# Hazel (группа)
Hazel — американская альтернативная рок-группа, основанная в Портленде, штат Орегон. Группа представляла собой квартет, состоявший из Джоди Блейл (ударные, вокал), Пита Кребса (гитара, вокал), Брэди Смита (бас-гитара) и Фреда Немо (танцор).
Группа была создана в День святого Валентина в 1992 году. Несмотря на то, что Hazel принадлежали к сцене тихоокеанского северо-запада и существовали во время гранж-движения в рок-музыке, их музыка отличала их от большинства гранж-команд: их характерные черты — мужской и женский вокал, более мелодичный звук, который мог быть охарактеризован, как пауэр-поп. Их мелодии не отличались особенной замысловатостью, основываясь на нескольких аккордах, буйной энергии (многие песни исполнялись в очень быстром темпе) и мощном вокале. Интересно, что Кребс и Блейл вместо того, чтобы петь в одной тональности, часто исполняли совершенно разные партии, которые переплетались между собой и дополняли друг друга. Большинство текстов были посвящены проблемам взаимоотношений и человеческим эмоциям, например, чувство сожаления и обиды от разрыва в песне «Everybody’s Best Friend» или беспокойство при попытках начать отношения в «Day Glo».
Группа была также примечательна тем, что танцор Фред Немо был полноправным участником коллектива. Часто одетый в причудливые костюмы, Немо, высокий бородатый мужчина, безумно скакал по сцене, залезая на усилители и размахивая тяжелыми предметами в воздухе. Это мнимое ощущение опасности у публики придавало выступлениям Hazel особое рискованное чувство.
Помимо выступлений, Hazel записали несколько клипов («Comet», «Quick Jerk»), два полноценных альбома: «Toreador of Love» и «Are You Going To Eat That» на студии Sub Pop. Последняя долгоиграющая пластинка, «Airiana», включавшая в себя 5 песен, была выпущена в 1997 году. Пережив множество личных конфликтов внутри группы, Hazel официально распались 13 февраля 1997 года, после их последнего выступления в родном городе в Орегоне, хотя они отыграли пару концертов год спустя.
К 2005 году Немо выступал с Тарой Джейн О’Нейл и был велосипедным активистом в Портленде. Кребс, также живущий в Портленде, давал уроки игры на гитаре и выступал с большим музыкальным коллективом. Блейл, теперь живущая в Лос-Анджелесе, продолжала выступать в США (реюнион с легендой женского панк-рока Тим Дреш, дуэт «Family Outing» с братом Алленом, турне с Amy Ray of the Indigo Girls, классические джазовые выступления в Лос-Анджелесе). Смит — начальник новаторской школы в Бронксе, Нью-Йорк.

## Дискография
- «Calliope» на Puddlestomp comp
- «Shiva» на I-5 Killers Vol 2 comp (Schizophonic)
- «J Hell» b/w «Day-Glo» & «Joe Louis Punchout» (Cavity Search)
- «Tragedy» на A Tribute to Greg Sage and the Wipers comp (T/K)
- «Shag Rug» на Tarantistic Seedplot comp (Road Cone)
- «Jilted» b/w «Truly» (Sub Pop)
- «Heida» b/w «Pop Uncle» (Candy Ass)
- Torredor Of Love LP/CD/CS (Sub Pop)
- «Wint-o-Green» b/w «King Twist» (Cavity Search)
- «Storm In My House» на Minutemen tribute comp (Little Brother)
- «Blank Florida» b/w «Motorsport Daredevils» (Candy Ass)
- Are You Going to Eat That? LP/CD/CS (Sub Pop)